# باول ديفيس (لاعب كرة قدم)
باول ديفيس (بالإنجليزية: Paul Davis)‏ (31 يناير 1968 بنيوهام في المملكة المتحدة - ) هو لاعب كرة قدم بريطاني في مركز الدفاع. لعب مع كوينز بارك رينجرز ونادي ألدرشوت ونادي ويلدستون لكرة القدم.

## وصلات خارجية
- باول ديفيس على موقع قاعدة بيانات كرة القدم.إي يو (الإنجليزية)